# Guilherme Fontes
Guilherme Fontes (Petrópolis, 8 gennaio 1967) è un attore brasiliano.

## Biografia
Ha studiato presso il Teatro Tablado dove ha avuto come insegnanti Louise Damiano e Carlos Cardoso. Le sue prime partecipazioni televisive sono state nelle novelas Ti Ti Ti (1985) e Giungla di cemento (1986), prodotte da TV Globo. Nello stesso anno ha debuttato nel cinema, con il film A Cor do seu Destino. Nel 1987 ha interpretato da protagonista il film Um Trem para as Estrelas, che è stato candidato all'Oscar come miglior pellicola straniera, e l'anno successivo Dedé Mamata.

## Vita privata
Ha una figlia, Carolina, e un figlio, Carlos, nati dal suo matrimonio con Patricia, terminato con la separazione dopo 13 anni.

## Vicende giudiziarie
- Fontes ha prodotto il lungometraggio Chatô, il re del Brasile, il film brasiliano più costoso mai realizzato[senza fonte]. Il film è stato oggetto di indagine per sospetto di appropriazione indebita e per questo è stato bloccato dal maggio del 1999. L'opera era un adattamento del libro di Fernando Morais, che racconta la storia dell'imprenditore Assis Chateaubriand.

- Nel 2007, Guilherme Fontes è stato accusato di evasione fiscale; condannato nel 2010, è stato destinato a prestare servizi socialmente utili per tre anni, evitando dunque il carcere, come invece inizialmente l'accusa aveva chiesto.

## Filmografia

### Attore

#### Cinema
- Um Trem para as Estrelas, regia di Carlos Diegues e Tereza Gonzalez (1987)
- A Cor do seu Destino, regia di Jorge Durán, Tereza Gonzalez (1987)
- Dedé Mamata, regia di Rodolfo Brandão e Tereza Gonzalez (1988)
- Primo Basílio, regia di Daniel Filho (2007)
- Lascados, regia di Vitor Mafra (2014)
- Lulli, regia di César Rodrigues (2021)

#### Televisione
- Ti Ti Ti – serie TV (1985)
- Giungla di cemento (Selva de pedra) – serial TV (1986)
- O Pagador de Promessas – serie TV, 9 episodi (1988)
- Bebê a Bordo – serie TV (1988)
- Gente Fina – serie TV, episodi 1x1 (1990)
- Desejo – miniserie TV, 16 episodi (1990)
- Mulheres de Areia – serie TV, episodi 1x1 (1993)
- A Viagem – serie TV, 63 episodi (1994)
- Você Decide – serie TV, episodi 4x14 (1995)
- O Fim do Mundo – serie TV (1996)
- O Rei do Gado – serie TV (1996)
- A Vida Como Ela É... – serie TV, 15 episodi (1996)
- Estrela-Guia – serie TV, 83 episodi (2001)
- Bang Bang – serie TV, 87 episodi (2005-2006)
- Malhação – serial TV, 333 episodi (1995-2007)
- Beleza Pura – serie TV, 86 episodi (2008)
- Casos e Acasos – serie TV, episodi 1x32 (2008)
- Tudo Novo de Novo – serie TV, 5 episodi (2009)
- S.O.S. Emergência – serie TV, episodi 1x4 (2010)
- As Cariocas – serie TV, episodi 1x3 (2010)
- Cordel Encantado – serie TV, 16 episodi (2011)
- As Brasileiras – serie TV, episodi 1x15 (2012)
- Além do Horizonte – serie TV (2013)
- Boogie Oogie – serie TV, 185 episodi (2014-2015)
- Edificio Paraiso – serie TV, 15 episodi (2017)
- Pacto de Sangue – serie TV, 8 episodi (2017)
- Órfãos da Terra (2019) - telenovela

### Regista
- Chatô: O Rei do Brasil (2015)